# Heikki Häiväoja
Heikki Aulis Häiväoja, född 25 maj 1929 i Jämsä, död 15 september 2019 i Grankulla, var en finländsk skulptör.
Häiväoja studerade vid Konstindustriella läroverket 1950 och vid Finlands konstakademis skola 1950-51. Han tillhör den bildhuggargeneration som debuterade i mitten av 1950-talet och fick sitt genombrott vid den tidpunkt då informalismen och den abstrakta konsten i allmänhet accepterades av en större publik.
Bronsen blev från början av 1960-talet Häiväojas huvudmaterial. Skulpturen hade ofta ett rektangulärt format eller bestod av två delar med blankpolerade ytor och grövre håligheter, som ger arbetet en dynamisk och laddad effekt. Senare fick Häiväojas skulpturer och reliefer drag som associerade till naturen och landskap, ljusets spegling på vatten och dylikt. Hans skulpturer hade då ofta ett tudelat horisontalt format. Han har även skapat helt figurativa arbeten, bland annat porträtt och offentliga skulpturer, medaljer och mynt. Bland Häiväojas offentliga arbeten märks flera gravmonument och bland abstrakta skulpturer i monumentalformat betongreliefen Växelverkan i Hanaholmens kulturcentrum (1976) och en monumentalskulptur (5 m × 5 m) i sten och brons i Ilmola (1988).
Häiväoja tillhörde konstnärsgruppen Martianerna. Han undervisade vid Konstindustriella läroverket 1958–1970 och var dess prorektor 1970. Därefter var han lärare och prorektor vid Finlands konstakademis skola 1977–1984.